# Bodiluddelingen 1976
Bodiluddelingen 1976 blev afholdt i 1976 i Imperial i København og markerede den 29. gang at Bodilprisen blev uddelt.
Edward Flemings Den korte sommer blev uddelingens store vinder, da den modtog prisen for bedste danske film, bedste kvindelige hovedrolle til Ghita Nørby og bedste mandlige birolle til Ole Larsen.

## Vindere
| Bedste mandlige hovedrolle                       | Bedste kvindelige hovedrolle                  |
| ------------------------------------------------ | --------------------------------------------- |
| - ikke uddelt                                    | - Ghita Nørby for Den korte sommer            |
| Bedste mandlige birolle                          | Bedste kvindelige birolle                     |
| - Ole Larsen for Den korte sommer                | - Anne-Lise Gabold for En lykkelig skilsmisse |
| Bedste danske film                               | Bedste ikke-europæiske film                   |
| - Den korte sommer af Edward Fleming             | - Gøgereden af Milos Forman                   |
| Bedste europæiske film                           | Bedste dokumentarfilm                         |
| - Profession: Reporter af Michelangelo Antonioni | - Dejlig er den himmel blå af Solvognen       |

## Øvrige priser

### Æres-Bodil
- Mikael Salomon for sit virke som filmfotograf.